# Anaxyrus
Amazophrynella – rodzaj płazów bezogonowych z rodziny ropuchowatych (Bufonidae).

## Zasięg występowania
Rodzaj obejmuje gatunki występujące od Alaski i południowej Kanady na południe do wyżyn Meksyku na zachód od przesmyku Tehuantepec.

## Systematyka

### Etymologia
- Anaxyrus: gr. αναξ anax, ανακτος anaktos „król, władca”[6].
- Dromoplectrus: gr. δρομος dromos „biegacz”, od τρεχω trekhō „biegać”[7]; πληκτρον plēktron  „ostrze włóczni”[8]. Gatunek typowy: Bufo anomalus Günther, 1859 (= Bufo compactilis Wiegmann, 1833).

### Podział systematyczny
Takson siostrzany dla Incilius. Do rodzaju należą następujące gatunki:

- Anaxyrus americanus (Holbrook, 1836)
- Anaxyrus baxteri (Porter, 1968)
- Anaxyrus boreas (Baird & Girard, 1852)
- Anaxyrus californicus (Camp, 1915)
- Anaxyrus canorus (Camp, 1916)
- Anaxyrus cognatus (Say, 1822)
- Anaxyrus compactilis (Wiegmann, 1833)
- Anaxyrus debilis (Girard, 1854)
- Anaxyrus exsul (Myers, 1942)
- Anaxyrus fowleri (Hinckley, 1882)
- Anaxyrus hemiophrys (Cope, 1886)
- Anaxyrus houstonensis (Sanders, 1953)
- Anaxyrus kelloggi (Taylor, 1938)
- Anaxyrus mexicanus (Brocchi, 1879)
- Anaxyrus microscaphus (Cope, 1867)
- Anaxyrus monfontanus (Gordon, Simandle, Sandmeier & Tracy, 2020)
- Anaxyrus nelsoni (Stejneger, 1893)
- Anaxyrus nevadensis (Gordon, Simandle, Sandmeier & Tracy, 2020)
- Anaxyrus punctatus (Baird & Girard, 1852) – ropucha czerwonocętkowa[11]
- Anaxyrus quercicus (Holbrook, 1840) – ropucha dębowa[11]
- Anaxyrus retiformis (Sanders & Smith, 1951) – ropucha sonorska[11]
- Anaxyrus speciosus (Girard, 1854)
- Anaxyrus terrestris (Bonnaterre, 1789)
- Anaxyrus williamsi (Gordon, Simandle & Tracy, 2017)
- Anaxyrus woodhousii (Girard, 1854)